# トゥーン郡 (ラムパーン県)
座標: 北緯17度36分42秒 東経99度12分57秒 / 北緯17.61167度 東経99.21583度
トゥーン郡（トゥーンぐん）はタイ北部・ラムパーン県にある郡（アムプー）である。

## 名称
トゥーンとは「小高くなっている場所」の意味である。

## 歴史
トゥーンは古くからの歴史がある。北のラムパーンと南のタークをワン川でつながっており、水路の交易地点の中間にあった。また陸路でのスコータイ・アユタヤ・バンコクからチエンマイへのアクセスの中間地点にあった。このため古くから栄えた。
ラーンナーのビルマ統治時代にはビルマはチャッカーイを設置するほどの重要都市であった。
その後、1774年にチエンマイへの侵攻に成功したタークシン王はポームアン・シンケーオをトゥーンの国主に据えた。後に、この人物がビルマに連れ去られたのでプラヤー・チョムプーを国主据えた。1800年、ビルマが再びチエンマイを攻めてくるが、ラーマ1世は副王をトゥーンに派遣しチエンマイにいたビルマ軍を蹴散らした。
1904年にはチャクリー改革により郡が導入され、トゥーンはムアントゥーンの名前で郡（アムプー）となった。その後、1938年ムアンの語が県庁所在地を連想させることからムアンが取れてトゥーン郡となった。

## 地理
郡の中心地はワン川によって形成された盆地にあり、その東西を山地が囲んでいる。また郡の東南部にも盆地が広がる。郡の西部にはメー・ワ国立公園がある。
交通は南北に国道1号線（パホンヨーティン通り）が通っており、北にラムパーン方面、南にターク方面と通じる。また国道、106号線が北西に延びておりチエンマイ方面に、国道1102号線が南西に延びておりメープリック方面に、国道1124号線が北東に延びておりワンチン方面に、国道1048号線が南東に延びておりサワンカローク方面に延びている。

## 経済
郡内の主な産業は農業である。主な農産物は、モチ米、ラッカセイ、ケツルアズキ、ネギ類、ニンニクなどである。

## 行政区分
郡は8のタムボンに分かれ、さらにその下位に88の村（ムーバーン）がある。自治体（テーサバーン）があり以下のようになっている。
- テーサバーンタムボン・ウィエンモーク・・・タムボン・ウィエンモークの一部
- テーサバーンタムボン・ロームレート・・・タムボン・ロームレートの一部

また、郡内には6のタムボン行政体（オンカーンボーリハーンスワンタムボン）がある。
1. タムボン・ロームレート・・・ตำบลล้อมแรด
2. タムボン・メーワ・・・ตำบลแม่วะ
3. タムボン・メーパ・・・ตำบลแม่ปะ
4. タムボン・メーモーク・・・ตำบลแม่มอก
5. タムボン・ウィエンモーク・・・ตำบลเวียงมอก
6. タムボン・ナーポーン・・・ตำบลนาโป่ง
7. タムボン・メートート・・・ตำบลแม่ถอด
8. タムボン・トゥーンブリー・・・ตำบลเถินบุรี